# Montenay
Montenay ist eine französische Gemeinde mit 1.307 Einwohnern (Stand: 1. Januar 2022) im Département Mayenne in der Region Pays de la Loire; sie gehört zum Arrondissement Mayenne und zum Kanton Ernée. Die Einwohner werden Montenaysiens genannt.

## Geographie
Montenay liegt etwa 33 Kilometer nordnordwestlich von Laval. Umgeben wird Montenay von den Nachbargemeinden Ernée im Norden und Westen, Saint-Denis-de-Gastines im Norden und Nordosten, Vautorte im Osten, Chailland und Saint-Hilaire-du-Maine im Süden sowie Juvigné im Südwesten.

## Bevölkerungsentwicklung
| Jahr                      | 1962 | 1968 | 1975 | 1982 | 1990 | 1999 | 2006 | 2013 |
| Einwohner                 | 1181 | 1084 | 1156 | 1354 | 1433 | 1399 | 1416 | 1361 |
| Quelle: Cassini und INSEE |      |      |      |      |      |      |      |      |

## Sehenswürdigkeiten
- Wetzstein (Polissoir) von La Berthelière, Monument historique
- Kirche Saint-Gervais und Saint-Protais
- Schloss La Bas Meignée aus dem 18. Jahrhundert

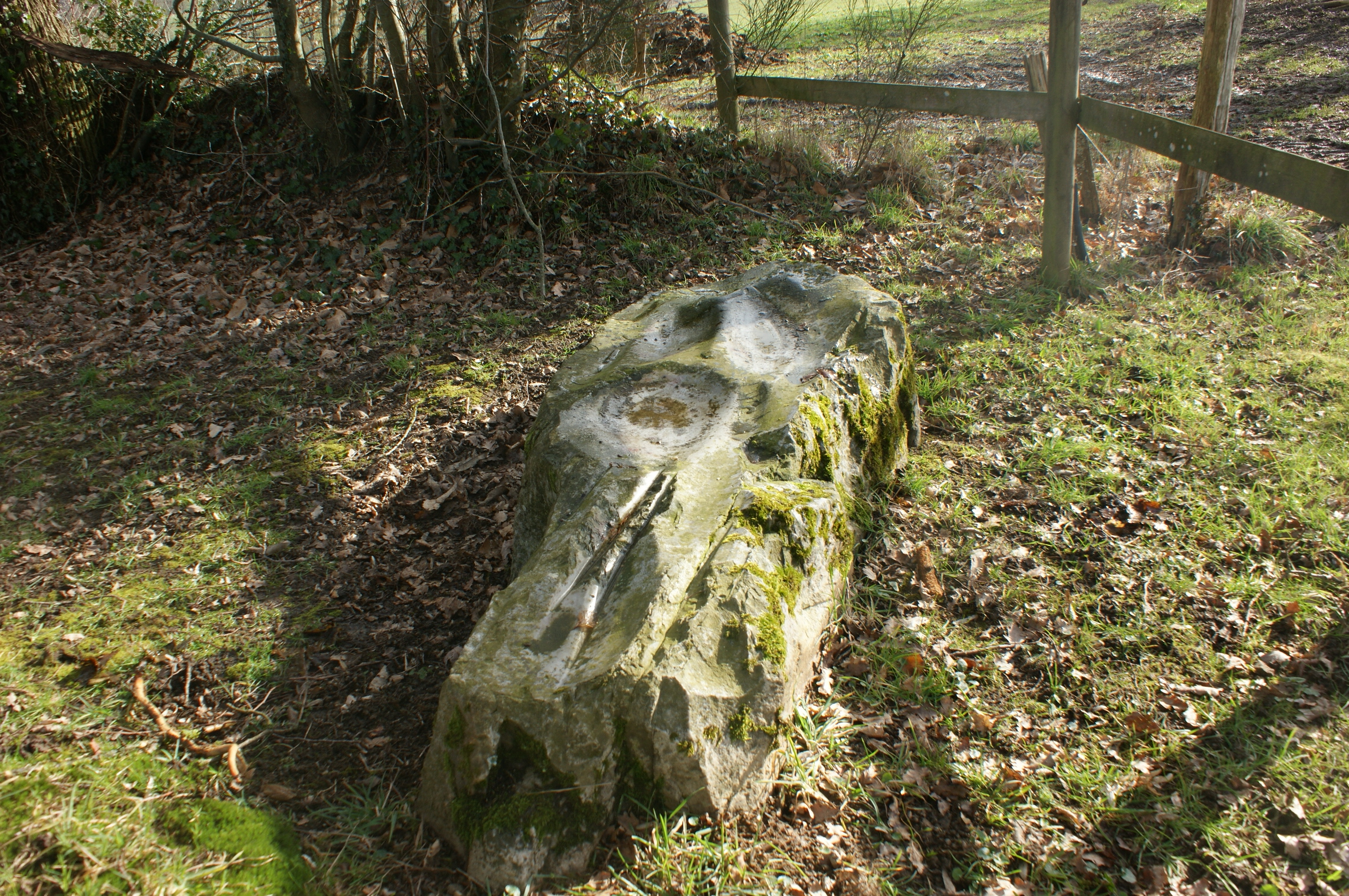
Polissoir
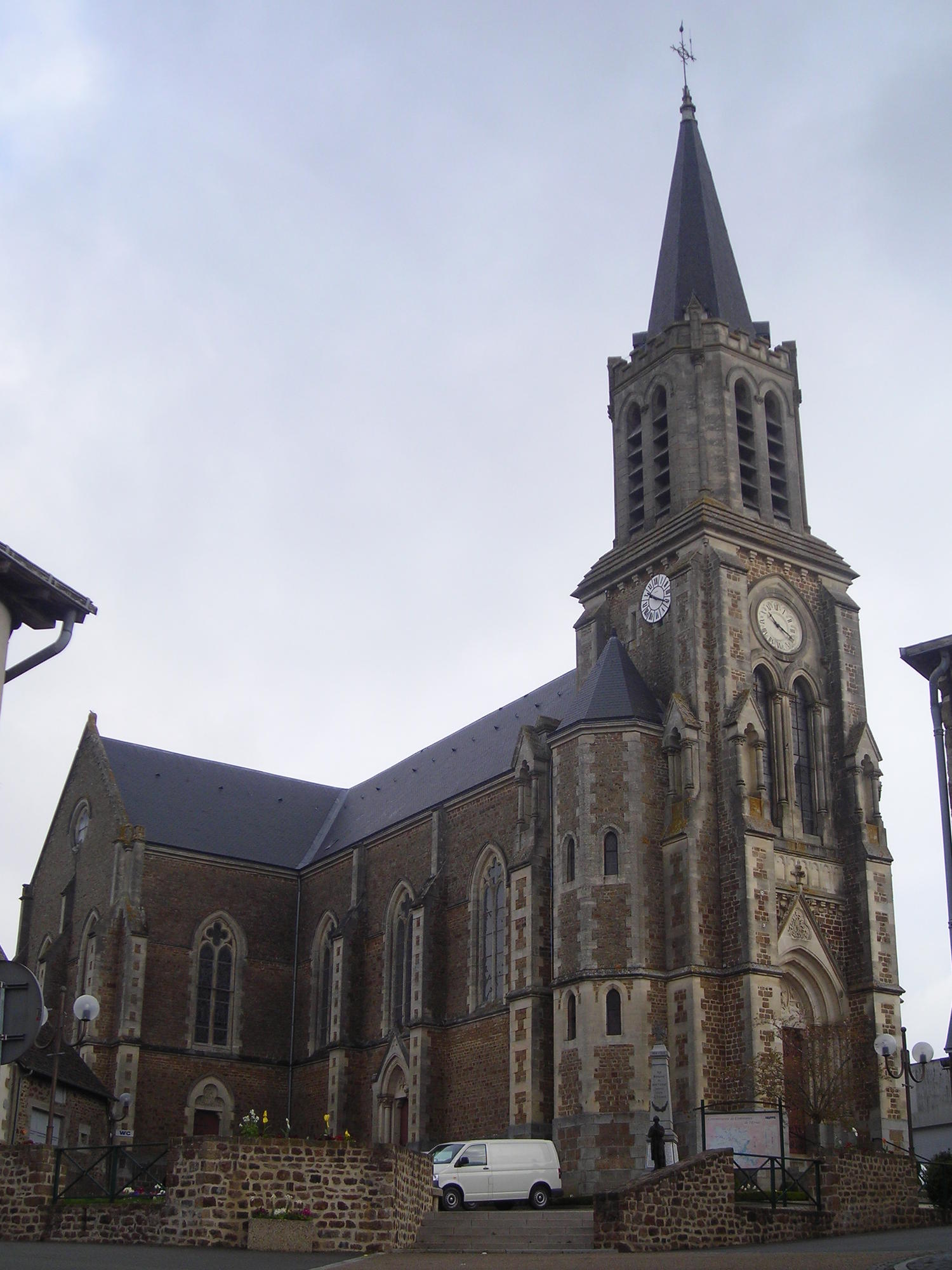
Kirche Saint-Gervais und Saint-Protais